# ALiNKインターネット
株式会社ALiNKインターネット（アリンクインターネット）は、東京都豊島区に本社を置く企業である。一般財団法人日本気象協会と共同で、気象情報ウェブサイト「tenki.jp」を運営する。

## 沿革
創業者の池田洋人は、1974年に埼玉県寄居町に生まれた。プロ野球選手を目指し、熊谷市にある野球の強豪高校に進学したが、腰を負傷し野球を断念。東京国際大学商学部を卒業後、民間気象会社ハレックスに入社した。企画営業職の仕事の傍ら、約2年半をかけて気象予報士の資格を取得した。26歳の時、高校時代の腰の怪我が遠因となり、椎間板ヘルニアを患いハレックスを退職。2年間の療養中にネットビジネスについて学んだ。体調が回復し、ウェザーラインに再就職。Yahoo!天気への気象情報の販売を提案していたが、当時のヤフーには気象に詳しい人材がおらず、データ提供会社の営業職の立場ではできることに限界があった。まだ小さなウェブサイトであったYahoo!天気を充実させたいと考えた池田は、ヤフーの当時の社長の井上雅博に提案したところ受け入れられ、2003年にヤフーに中途入社。ヤフー社内から、のちにALiNKのCTOとなる松本修士をプロジェクトに加え、2年あまりをかけて同サイトをフルリニューアルした。Yahoo!天気のリニューアルを成し遂げ、十分な達成感を得た池田は、独立を考える。
池田がヤフーを退職しフリーランスとなった頃、日本気象協会からtenki.jpに関する営業支援について誘いがあり、個人事業主として契約しようとしたところ、法人契約する必要があった。池田はかねてから父が郷里で営んでいた印刷会社の株式会社ありんくに取締役COOとして所属し、2005年4月に同社と日本気象協会の間で営業支援契約を締結。ヤフーを退職後ライブドアに移った松本も、ありんくに合流した。2008年4月には営業支援に加えてtenki.jpの企画設計等に関する業務委託契約を締結し、同年9月に同サイトを大幅リニューアルした。一時はサイト閉鎖の案もあったが、計画を3年前倒しして実施することができた。
ありんく社内で、ウェブ事業と祖業の印刷事業で大きな隔たりがあったことから、2013年に東京都渋谷区に株式会社ALiNKインターネットを設立し、日本気象協会とありんくとの間の契約に関する一切の権利義務を新会社に移転した。ALiNKのビジネスの特長として、検索エンジン最適化やグロースハックなどの業務を外部委託せず、自社内で行っていることが挙げられる。
業務用として貸与されていた携帯電話にtenki.jpがプリインストールされていたことをきっかけに同社に関心を持った野村證券の営業社員から株式の上場の提案があり、2019年12月10日に東証マザーズ市場に上場。当初は5人、上場に関する事務部門等の人材を採用した結果社員数9人で、少人数での上場は異例のことであった。東京証券取引所では、企業が株式を上場する際に鐘を鳴らしてセレモニーを行うが、ALiNKの上場セレモニーでは池田の子と両親が同席した。これも、従来ではあまり例のないことであった。
2018年に、第三者割当増資により傘のシェアリングサービス「アイカサ」を運営する株式会社Nature Innovation Groupに出資。両社のシナジーを生かした業務提携を実施している。
2024年4月にダイナミック・プライシング事業進出に向けた市場分析のためレンタルスペース事業を譲受。
2024年5月には、クロスメディアコンテンツ『温泉むすめ』を運営する株式会社エンバウンドの全株式を取得し、子会社化した。
2025年2月17日、豊島区東池袋の住友池袋駅前ビルに本社を移転した。

## tenki.jp
tenki.jp（てんきジェーピー）は、1997年にNTTラーニングシステムズ、NTT、日本気象協会の3者による公益事業として「防災気象情報サービス」の名称で開設された。2002年4月に収益事業に転換しバナー広告の掲載を開始。同年6月には「tenki.jp」にサイト名を改め、NTT-MEと共同でリニューアルを行った。2008年9月のリニューアルではWeb 2.0の要素を取り入れ、写真の投稿機能やミニブログなど利用者参加型機能を実装した。2014年6月のリニューアルではロゴを刷新するとともに、従来は3時間毎だったピンポイント予報を1時間毎にし、より詳細な情報を提供した。スマートフォン・タブレット端末向けアプリは2011年5月にiOS版、2014年9月にiPad版、2015年9月にAndroid版をリリース。SNSでは2009年6月にTwitter、2011年4月にFacebookの運用を開始した。システムの運用・保守や広告業務、マーケティングはALiNK、気象情報の提供や契約手続きは日本気象協会が主担当となる。サイトやアプリの企画・設計、広告商品企画は主担当ALiNK・副担当日本気象協会、気象コンテンツの企画・設計は主担当日本気象協会・副担当ALiNKで分担する。2024年2月期のPC・スマートフォン用ウェブサイト、スマートフォンアプリを合計した年間ページビューは56億、𝕏のフォロワー数は約280万。
同業のウェザーニューズがエンターテイメント性を採り入れているのに対し、公益財団法人日本気象協会と共同で運営するtenki.jpは防災に注力する。災害発生時には通常の1000倍ほどのアクセスが集中し、サーバダウンを起こさず秒単位で捌くためにリソースを割いている。ページ遷移やウェブ広告に関する工夫、例えば洗剤メーカーであれば、晴天の日は通常の洗濯洗剤、雨の日は部屋干し用洗剤の広告を掲出するなど、天気連動型広告にも取り組んでいる。2022年に、劇場アニメ『ゆるキャン△』とタイアップして特別仕様のキャンプ場天気ページを提供。2024年4月には、気象災害をテーマにしたフジテレビ系ドラマ『BLUE MOMENT ブルーモーメント』とのコラボレーションを実施するなど、各種コンテンツとのタイアップも行っている。
2017年に、登山者向けに特化したアプリ「tenki.jp 登山天気」をリリースした。山頂の天候などは気象業務法の規定で不特定多数に公開できないため、有料制を採っている。